# 우수 (동오)
우수(虞授, ? ~ 279년)는 중국 삼국 시대 오나라의 장수, 사학자, 경학자이다. 자는 승경(承卿).
회계군(會稽郡) 여요현(餘姚縣) 사람이다. 회계 우(虞)씨 집안 출신으로, 어릴 적에 경전과 역사서를 즐겨 읽었고, 장대한 포부와 책략을 갖고 있었다. 문과 무를 갖춘 인재로서 주조(奏曹)에 임명되었다. 이후 벼슬이 광주독(廣州督)에 이르렀으나, 천기 3년(279년) 여름, 반란을 일으킨 곽마에게 공격당하여 살해되었다.